# Täuschung beim Käferholz

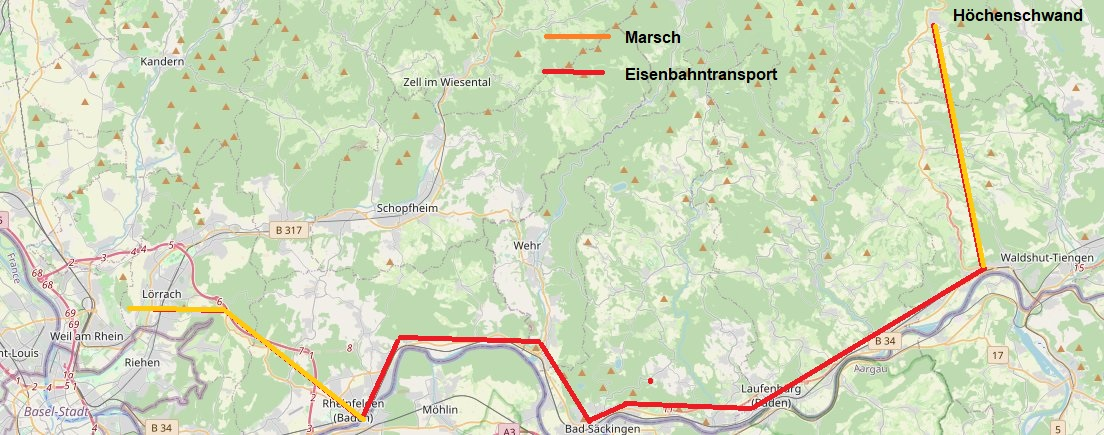
Kartenskizze mit der Marschroute der württembergischen Kompanien am 2. und 3. August 1870

Die Täuschung beim Käferholz war eine Scheinaktion der württembergischen Armee am 2. und 3. August 1870 zu Beginn des deutsch-französischen Krieges 1870/71 auf einer Anhöhe bei Lörrach nahe dem Dreiländereck bei Basel.
Durch die Täuschung beim Käferholz hielten zwei württembergische Kompanien eine französische Division vom Kampfeinsatz ab.

## Einordnung der Aktion
Der französische Kaiser Napoleon III. erklärte am 19. Juli 1870 Preußen den Krieg, worauf die vier süddeutschen Staaten Baden, Bayern, Hessen und Württemberg an der Seite Preußens und dessen Norddeutschem Bund in den Krieg eintraten. Das Großherzogtum Baden verkündete am 15. Juli 1870 die Mobilmachung und erklärte am 21. Juli den Eintritt des Bündnisfalls gemäß Allianzvertrag vom 17. August 1866, d. h. Baden trat an der Seite Preußens in den Krieg ein. Der Kommandeur der 3. Armee der preußische Kronprinz Friedrich III. befahl am 30. Juli die Konzentration der badischen Division bei Karlsruhe. Seit dem 21. Juli war ganz Baden südlich von Rastatt von badischen Truppen entblößt.
„Die deutsche Heeresleitung ließ sich in dieser planmäßigen Offenlassung der Rheingrenze durch mehrfache beunruhigende Nachrichten über einen nahe bevorstehenden Uebergang der Franzosen über den Rhein nicht beirren.“
Die Überwachung der Landesgrenze am Rhein zwischen Basel und Rastatt wurde den Zivilbehörden überlassen, die hierzu die Gendarmerie, Zollbeamte und Stromwächter einsetzten.
Am 6. August kam es zur Schlacht bei Wörth die mit einem Sieg Preußens und seiner Verbündeten endete. Hierzu hatte auch die zahlenmäßige Überlegenheit der Preußen beigetragen.

## Das Schwarzwald-Detachement der Württemberger

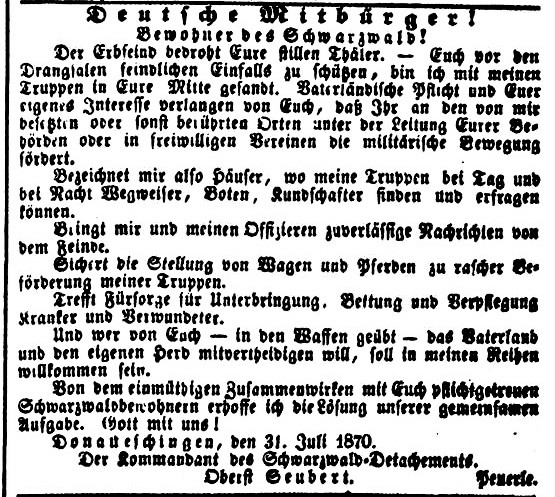
Aufruf an die Bewohner des Schwarzwald von Oberst Adolf von Seubert in der Freiburger Zeitung vom 7. August 1870

Da durch den Kriegseintritt von Baden und Württemberg an Oberrhein und Schwarzwald Befürchtungen bzgl. eines französischen Überfalls aufkamen, stellte der württembergische Kriegsminister Generalleutnant Albert von Suckow als fliegende Kolonne ein sogenanntes Schwarzwald-Detachement auf, das zur Beruhigung der Bevölkerung beitragen sollte, etwa 2300 Mann zählte und hauptsächlich aus dem 6. württembergischen Infanterieregiment unter dem Befehl des Obersten Adolf von Seubert bestand. Es sollte im Süd-Schwarzwald Stellung beziehen und nach Bedarf ins Rheintal vorstoßen oder die Pässe ins Wiesental und Höllental verteidigen.
Am 1. August 1870 stand das Detachement auf der Linie Neustadt (Schwarzwald), Lenzkirch, Sankt Blasien.
Oberst Seubert veranlasste zahlreiche kleine Truppenbewegungen im Rheintal, die der französischen Armee die Existenz namhafter deutscher Truppen am Oberrhein und im Schwarzwald vortäuschen sollten.

## Das 7. französische Armeekorps
Zwei Divisionen des 7. französische Armeekorps unter General Félix-Charles Douay standen Ende Juli im Raum Belfort, während die dritte Division noch bei Lyon lagerte. Am 27. Juli erhielt Douay den Befehl sein Korps mit dem Korps des Marshalls Patrice de Mac-Mahon zu vereinigen und sich dessen Oberbefehl zu unterstellen.
Im Bereich der ehemaligen Festung Hüningen an der Grenze zu Baden befand sich am 2. August als Vorhut des 7. Korps das 4e régiment de chasseurs.

## Die Schein-Aktion
Am frühen Nachmittag des 2. August 1870 ließ Seubert die beiden in Häusern und Höchenschwand stehenden Kompanien nach Waldshut marschieren, von wo sie auf der Eisenbahn nach Rheinfelden (Baden) transportiert wurden. Hier hielt Seubert noch eine Ansprache an seine Truppen, in der er an die Teilnahme des Regiments bei der Niederschlagung des Heckeraufstands im April 1848 erinnerte – im Gefecht bei Dossenbach – das in der Nähe von Rheinfelden stattfand – hatte die 6. Kompanie die republikanischen Freischärler der Deutschen Demokratischen Legion zersprengt.
Von Rheinfelden marschierten die Truppen nach Lörrach und in den frühen Nachtstunden auf den Tüllinger Berg. Hier vor dem sogenannten „Käferholz“ wo sich im Oktober 1702 das Infanteriegefecht der Schlacht bei Friedlingen abspielte, hatte ein Vorauskommando die örtlichen Bauern beauftragt eine größere Anzahl von Holzstößen vorzubereiten, die als Wachtfeuer einer größeren Truppenmasse dienen konnten.
Seubert zog nun mit den beiden Kompanien unter Trommelwirbel und lautstarkem Signal der Hornisten auf diesen Lagerplatz. Die Einheiten marschierten vor dem Feuer weithin sichtbar über die Höhe, wobei die beiden Kompanien dies öfter wiederholten um so den Aufmarsch zahlreicher Bataillone vorzutäuschen. Die vorbereiteten Holzstöße wurden Zug um Zug angezündet, wie dies beim Eintreffen immer neuer Einheiten geschehen wäre. Zudem wurden die örtlichen Bauern angewiesen eifrig vor den Feuerstößen herumzulaufen um das geschäftige Treiben eines großen Truppenlagers darzustellen.
Eine württembergische Patrouille beobachtete gegenüber von Hüningen die Reaktion auf dem französischen Ufer, wo es aber ruhig blieb. Aufregung gab es auf der schweizerischen Seite, wo die zur Grenzbesetzung aufgebotenen Truppen die Grenze überwachten um eine Verletzung der schweizerischen Neutralität zu verhindern.
Am 3. August beendete Oberst Seubert die Scheinaktion vor Tagesanbruch und die Kompanien nahmen wieder den gleichen Weg zurück nach Häusern und Höchenschwand.

## Der Erfolg der Scheinaktion

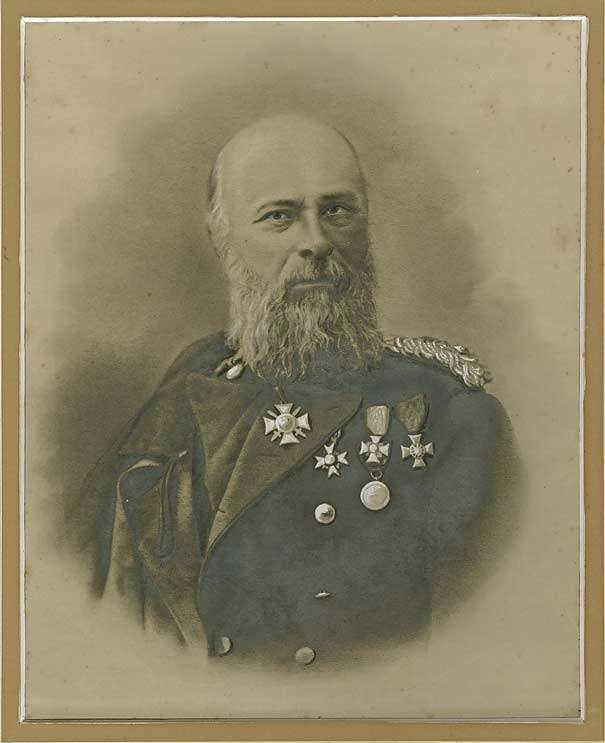
Oberst von Seubert

Aufgrund der Meldungen von deutschen Truppenbewegungen im Rheintal und speziell bei Lörrach befürchtete General Douay eine deutsche Invasion im Süd-Elsass und dadurch die Blockierung des Rückzugsweges nach Belfort. Aufgrund seiner Berichte ordnete Kaiser Napoleon am 3. August an, dass nur die 1. Division des 7. Armeekorps zu Mac-Mahon stoßen solle und die übrigen Truppen im Raum Mühlhausen im Elsaß verbleiben sollten. Da die 3. Division noch immer bei Lyon stand, handelte es sich um die 2. Division (Division Liébert) mit einer Gesamtstärke von etwa 8000 Mann. Diese Kräfte fehlten Mac-Mahon in der Schlacht bei Wörth. Die Erfolgsmeldung stammt zwar hauptsächlich aus Seuberts eigenem Bericht, aber immerhin fand die Episode auch Eingang in den Bericht des preußischen Generalstabs.

## Baden verhindert einen Kriegsschauplatz im Markgräflerland
Aufgrund des Erfolgs seiner Aktivität plante Seubert nun einen Vorstoß auf das elsässische Rheinufer. Das badische Kriegsministerium unter dem preußischen General Gustav Friedrich von Beyer verhinderte dies zunächst durch Anforderung von Teilen des Schwarzwald-Detachements zur Deckung des Rheinübergangs bei Maxau und verlangte schließlich bei der württembergischen Regierung den Abzug der Truppen aus Baden, da man durch die Aktivitäten der unzureichenden Kräfte nicht einen französischen Vorstoß auf das badische Rheinufer provozieren wollte. Am 10. August erhielt das Regiment den Befehl in die Heimat abzurücken, wo es am 20. August in Stuttgart eintraf. Das 6. württembergische Infanterieregiment wurde so mitten im Krieg mit Frankreich in die Heimat zurückbeordert, was zumindest bei den Offizieren einen bitteren Beigeschmack hatte und den Ruf des Regiments schädigte.
Das südliche Oberrheintal war auch schon vor dem Rückmarsch der Württemberger ohne militärischen Schutz, da diese auf dem Schwarzwald lagerten und hauptsächlich die Pässe decken sollten um französische Einheiten daran zu hindern bis in den württembergischen Schwarzwald vorstoßen. Seubert führt einige Vorstöße der Francs-tireurs (lokale paramilitärische Freischützen) zwischen dem 31. August und dem 3. September auf badisches Gebiet an die seiner Ansicht nach durch die Anwesenheit der Württemberger hätten verhindert werden können.

## Scharmützel an der französischen Grenze
Nach der französischen Kriegserklärung vom 19. Juli 1870 „wurden in allen Orten an der Oberrheingrenze Schutzwehren der Bevölkerung gegen kleinere Grenzüberfälle gebildet.“ Neben Gendarmerie, Zollbeamten und Stromwächter übernahmen Schutzwehren aus Mitgliedern der Schützenvereine und Feuerwehren die Kontrolle der Rheingrenze. Der schwerwiegendste Vorfall erfolgte am 31. August 1870 als um 6 Uhr morgens 60 bis 70 Mann der französischen Mobilgarden bei Bellingen über den Rhein setzten. Die Truppe zerstörte die Telegraphenleitung und nahm zwei Weidlinge mit. Auf den ausgelösten Alarm hin sammelten sich die badischen Schutzwehren der Umgebung zunächst bei Müllheim und zogen dann nach Neuenburg. Auf der französischen Seite – bei Eichwald – hatten sich eine einige hundert Mann Mobilgarden und Vogesenschützen versammelt und man rechnete damit, dass die Franzosen einen Rheinübergang versuchen würden. Das Auftreten der Schutzwehren verhinderte den Versuch, aber es entspann sich über neun Stunden ein Feuergefecht über den Rhein hinweg. Die Schutzwehren hatten zwei Schwerverletzte und eine Anzahl Leichtverletzter zu verzeichnen. Gegen 19.30 Uhr kam ein Bataillon des 6. badischen Infanterie-Regiments von Rastatt zu Hilfe. Auch am 1. September kam es zwischen Neuenburg und Chalampé zu Schießereien, die beim badischen Militär ein Todesopfer forderten.
Am 3. September wurde Kleinkems von Frankreich aus mit Gewehrfeuer bestrichen, wobei es keine Verluste gab. In den folgenden Tagen rückte badisches Militär im Süd-Elsass ein und die französische Mobilgarden zogen sich nach Lyon zurück, so dass bereits ab dem 8. September keine Bedrohung für das Markgräflerland mehr bestand, sondern nun elsässische Bürgermeister um Schonung vor deutschem Beschuss baten.

## Erwähnung im Roman
Die Wachtfeuer von Lörrach fanden auch Eingang in die Literatur. Der französische Schriftsteller Émile Zola schildert in seinem Roman Der Zusammenbruch den Krieg aus der Sicht eines Soldaten des 7. französischen Armeekorps, dessen Aufenthalt bei Mulhouse beschrieben wird:

„Nur zwölftausend Mann lagen hier, alles was General Felix Douay vom siebenten Armeekorps bei sich hatte. […] Bei Lörrach waren Wachtfeuer bemerkt. Ein Telegramm des Unterpräfekten von Schlettstadt meldete, die Preußen hätten bei Markolsheim den Rhein überschritten.“